# Union Station, Washington D.C.
Union Station, även kallad Washington Union Station, är en järnvägsstation som är centralt belägen på 50 Massachusetts Avenue i Washington, D.C. i USA. Den är en av huvudstadens mest kända byggnader och uppfördes 1908 i romersk-klassisk stil. Stationen återinvigdes 1988 efter omfattande renoveringar.
Union Station är den 9:e mest trafikerade järnvägsstationen i USA. Det är även den 10:e mest trafikerade i hela Nordamerika. Den besöks årligen av ungefär 14 miljoner resenärer med Amtraks fjärrtåg (en av dessa är snabbtåget Acela Express mot Philadelphia, New York och Boston) lokaltågen på MARC och Virginia Railway Express (VRE), Washingtons tunnelbana och stadsbussar. Union Station har även ett flertal butiker och matserveringar i den påkostat utsmyckade stationshallen.
Thurgood Marshall Federal Judiciary Building ligger direkt öster stationen och från Union Stations huvudentré är Kapitolium synlig.

## Historik
1901 meddelade de två konkurrerande järnvägsföretagen Baltimore and Ohio Railroad samt Pennsylvania Railroad att de tänkte uppföra en gemensam station i huvudstaden i anslutning till National Mall för att ersätta de äldre säckstationerna New Jersey Avenue Station från 1851 (B&O) och Baltimore and Potomac Railroad Station från 1872 (Penn genom dotterbolag).
Traiken startade under hösten 1907 men huvudbyggnaden var inte färdig förrän året därpå.

## Galleri

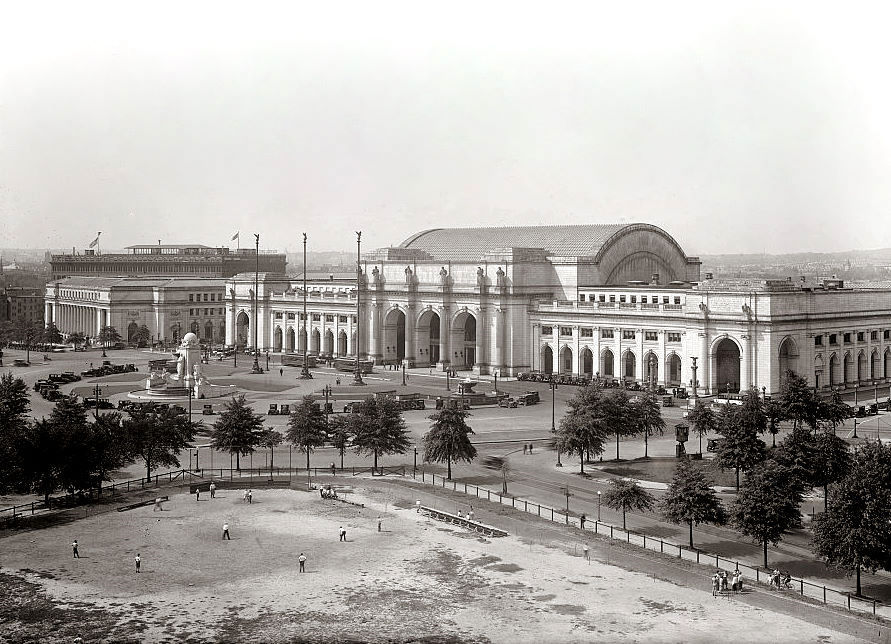
Exteriören år 1925.
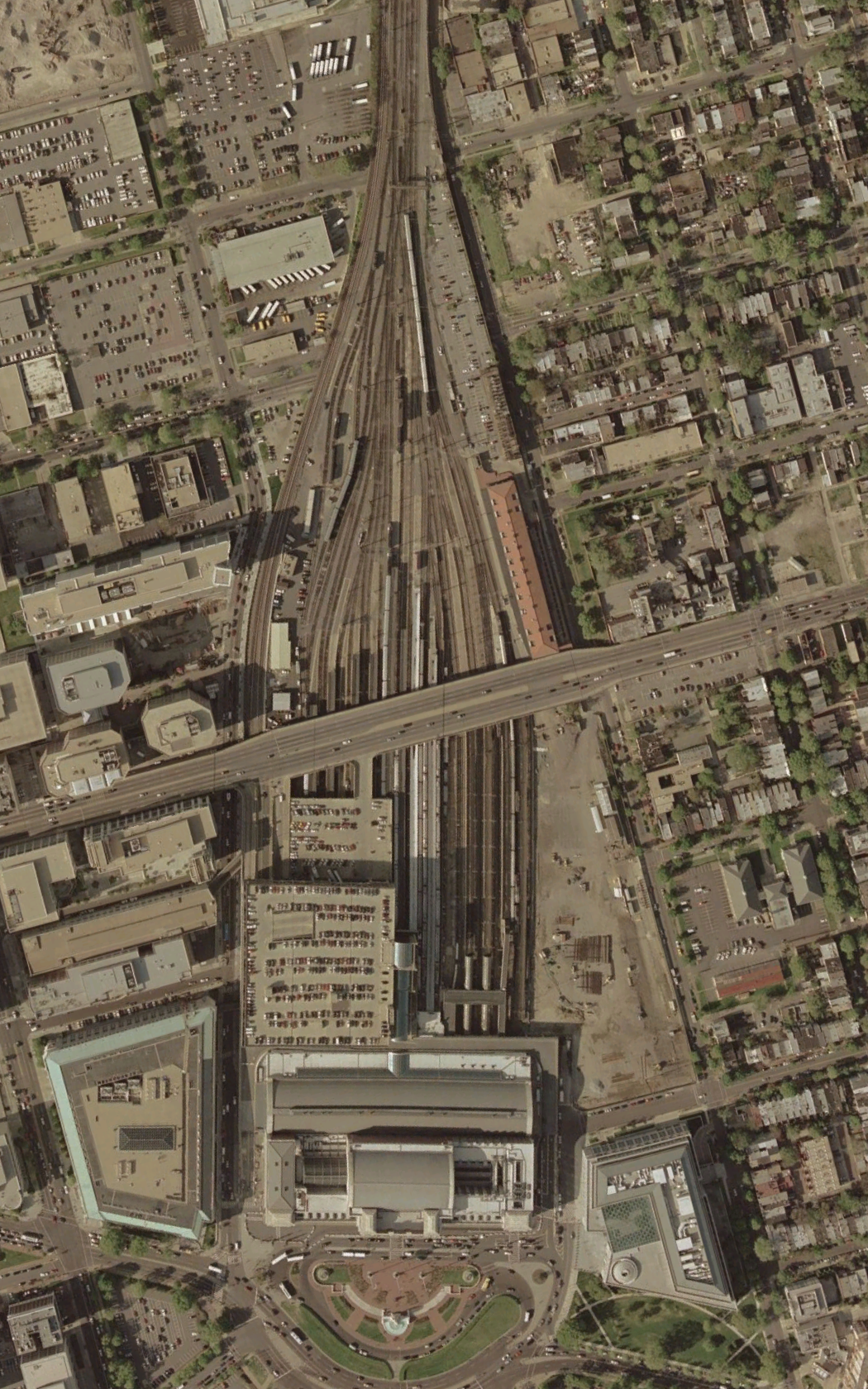
Satellitfoto över stationsområdet.
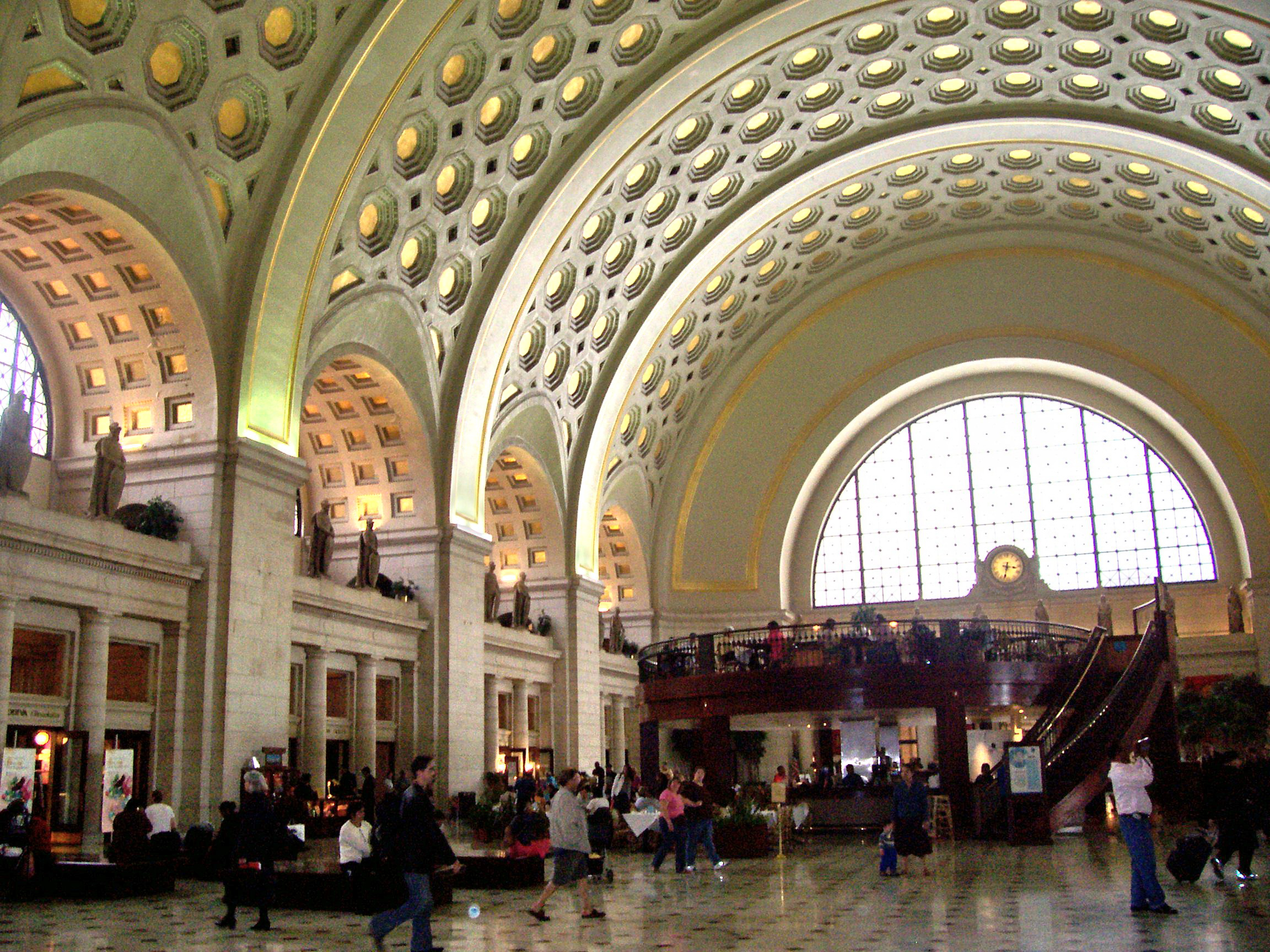
Den stora stationshallen.
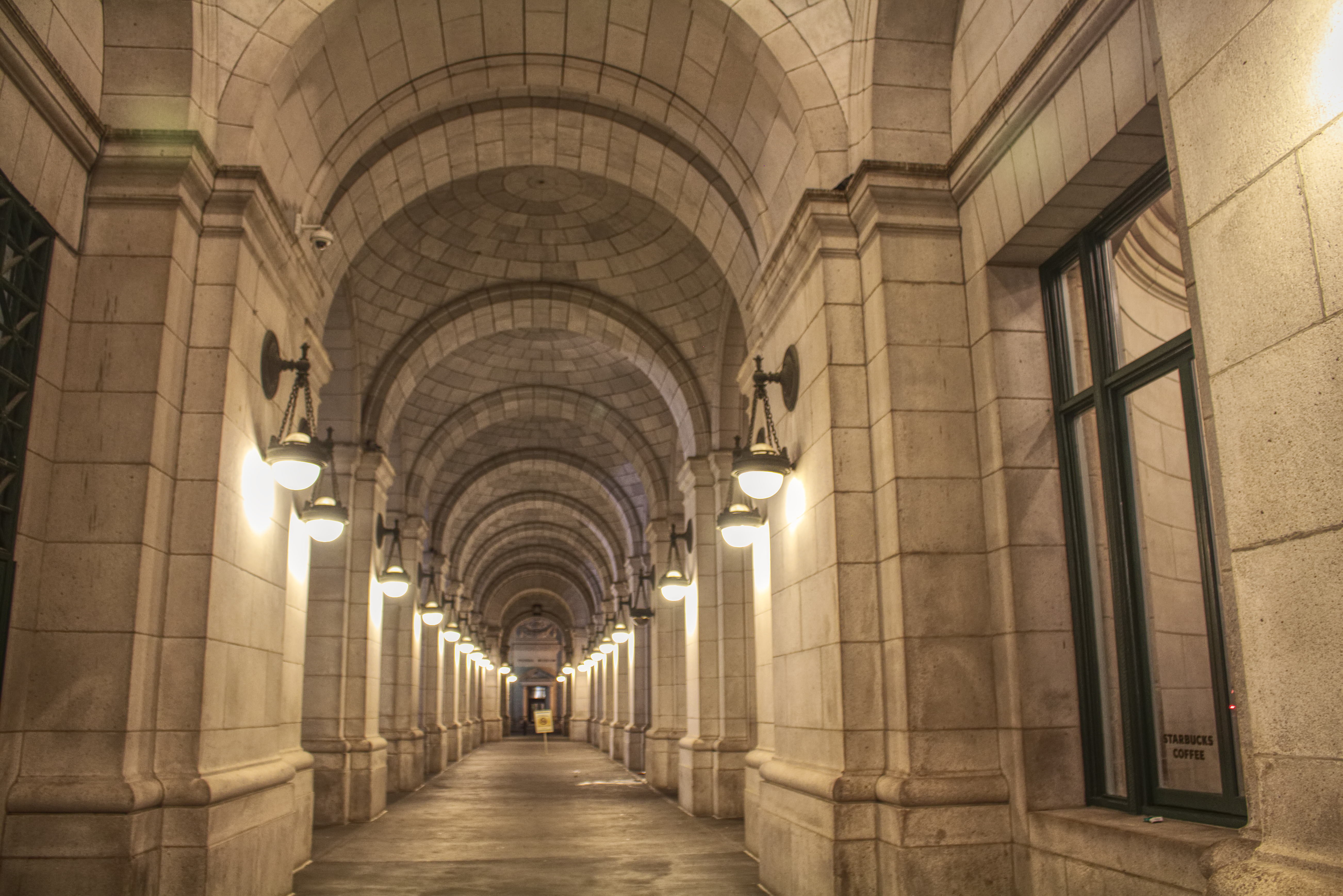
Korridor vid stationshallen.